# ومپایر نایت
وَمپایر نایت (به ژاپنی: ヴァンパイア騎士 Vanpaia Naito) (به معنی «شوالیه خون‌آشام») یک مجموعه شوجو مانگا ژاپنی نوشته و طراحی شده توسط ماتسوری هینو است. چاپ این مانگا در ژاپن از نوامبر ۲۰۰۴ تا مه ۲۰۱۳ در مجلهٔ لالا ادامه داشت، که فصل‌های آن در نوزده جلد تانکوبون جمع‌آوری شده‌اند. از روی این مانگا یک مجموعه تلویزیونی انیمه در دو فصل ۱۳ قسمتی نیز به کارگردانی کیوکو سایاما توسط استودیو دین دستمایه اقتباس قرار گرفت که از ۷ آوریل ۲۰۰۸ تا ۲۹ دسامبر ۲۰۰۸ در شبکه تی‌وی توکیو پخش شده است. این دو فصل با هم یک سری ۲۶ قسمتی را ایجاد کردند. داستان در ارتباط با مدرسه کروس (با مدیریت کروس کاین) است که در شیفت روزانه آن دانش آموزان عادی و درشیفت شبانه آن خون‌آشام‌ها هستند. این داستان بیشتر در مورد کوران کانامه (خون‌آشام اصیل زاده و رئیس خوابگاه شبانه)، کروس یوکی و کیریو زرو است.